# 피에르 아도

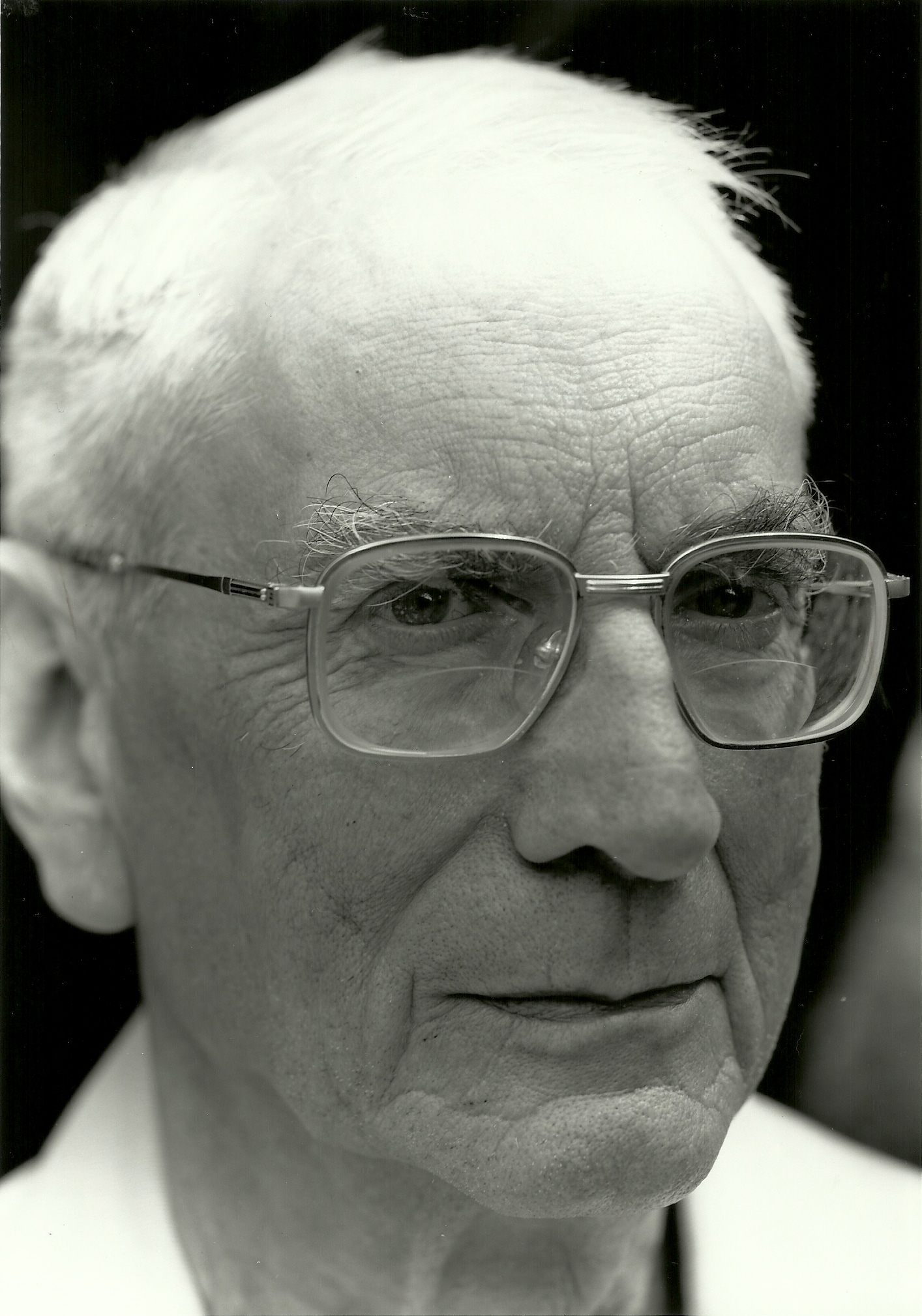

피에르 아도(Pierre Hadot, 1922년 2월 21일 – 2010년 4월 24일)는 프랑스 철학자이었다.  고대철학, 특히, 신플라톤주의를 전문으로 하였다.
아도는 루트비히 비트겐슈타인의 사상을 프랑스에 소개한 최초의 작가 중 한 명이다. 철학적 탐구 의 형식을 내용과 분리할 수 없다고 제안했다. 비트겐슈타인은 철학은 언어의 병이라고 주장했고 아도는 그 치료법이 특정 유형의 문학 장르를 필요로 한다고 지적했다.
아도는 고대 그리스-로마 시대 의 철학 개념에 대한 분석으로도 유명하다. 그는 고대 철학에서 사용된 "영적 훈련"을 확인하고 분석했다 (성의 역사의 제2권과 제3권에서 미셸 푸코의 사상에 영향을 줌). 아도는 원래의 철학적 충동을 이해하는 열쇠가 소크라테스에게서 발견된다는 것을 보여준다. 무엇보다도 소크라테스 요법의 특징은 인간 사이의 살아있는 접촉에 부여된 중요성이다.
아도의 되풀이되는 주제는 고대의 철학이 그것을 실천하는 사람들의 인식, 따라서 존재를 변화시키기 위한 일련의 영적 훈련으로 특징지어졌다는 것이다. 철학은 서면 텍스트와 강의가 아니라 실제 대화에서 가장 잘 추구된다. 그리고 오늘날 대학에서 가르치는 철학은 대부분 원래의 치료적 충동을 왜곡한 것이다.